# 네페르카민

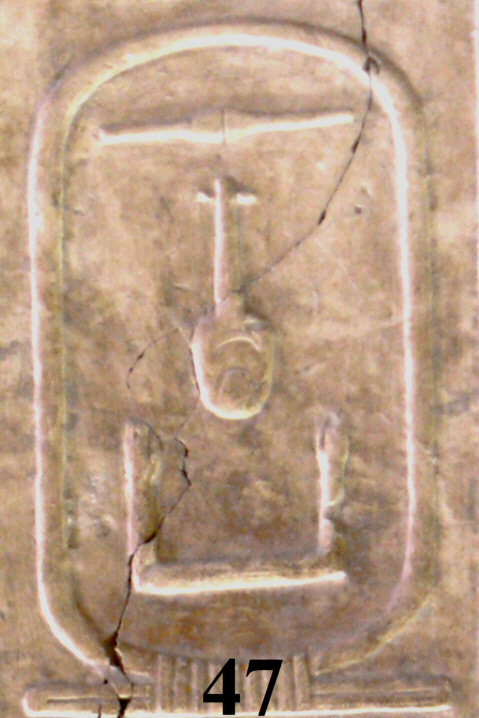

네페르카민(Neferkamin)은 이집트 제1중간기의 파라오로, '민의 영혼은 아름답다'라는 뜻이다. 아비도스 왕 목록에만 등장한다.
| 전임 메렌호르 ? | 이집트 제7왕조의 파라오 ? | 후임 니카레 ? |